# 得寸进尺法
得寸进尺法（英語：Foot-in-the-door technique）又譯登門檻效應、登门坎效应，是一种通过先提出一个简单的小请求来说服被劝说者同意一个较大请求的劝说方法。得寸进尺法得益于被社会学家称为“连续渐进”（successive approximations）的一项人类基本特点。该特点的大意是，如果向对方提出小的请求或作出小的行为越多，对方越有可能按照计划的方向转变自己的态度、行为，并渐渐感觉自己有必要准许那些要求更多的请求。

## 实验现象
在一项早期研究中，一组心理学家给加利福尼亚州的家庭主妇打电话，询问她们是否愿意回答一些有关她们使用的家用产品的问题。 三天后，心理学家再次打来电话。 这次，他们询问是否可以派五到六名男子进屋检查橱柜和储藏室，进行两小时的家用产品清点工作。 调查人员发现，这些女性同意两小时请求的可能性是只同意电话询问女性的两倍多。
最近，人们被要求在醉酒时呼叫出租车。 在场的人还被要求签署一份反对醉酒驾驶的请愿书（他们都这样做了），而不在场的人没有。 与那些没有被要求签署请愿书的人相比，那些签署了请愿书（遵守了一个小要求）的人更有可能遵守在醉酒时呼叫出租车这种更大的要求。
大量实验表明，登门坎效应可以很好地说服人们遵守，特别是如果请求是亲社会的请求。研究表明，除了面对面的请求之外，FITD（Foot-in-the-door）技术还可以通过电子邮件在计算机上发挥作用。

## 历史
登门坎效应(FITD) 最初由斯坦福大学的 Johnathan Freedman 和 Scott Fraser 于 1966 年提出，当时他们进行了一项研究，试图证明这种授予较小请求可以导致同意较大请求的理论。 他们的研究发现支持了他们所认为的事实。关于自我认知理论中涉及的相同过程是否与 FITD 相似存在争议。 研究人员认为，因为这两种理论都与维持人们一开始就有的态度/协议有关，所以过程可能是相似的。 1999年，圣克拉拉大学的杰里·M·伯格（Jerry M. Burger）进行了一项研究，研究这种技术的过程是什么以及如何发挥作用，结果他发现这只是一种简单的技术，与自我认知理论无关。

## 心理学
很多研究都支持“登门坎效应”是一种成功的顺从技术，但人类为何倾向于遵循这种模式却是一个大问题。 解释其背后原因的最著名的理论是自我认知理论。 当一个人最初同意某件事时，他们会问自己一个问题，为什么他们同意这些问题，当他们决定这确实是他们的愿望并且没有其他因素影响这个答案时，他们会觉得有必要留下来与他们的决定保持一致，并将同意更大的要求。自我认知理论由社会心理学家、康奈尔大学退休教授达里尔·贝姆 (Daryl Bem) 提出，该理论主张两点：一是人们根据自己喜欢做的事情以及是否存在积极或消极的因素来形成自己的信念和态度。 第二，当人们不喜欢某样东西时，没有合理的解释去说明为什么他们会对这样东西感兴趣。

## 扩展阅读
- Brehm, S.S., Kassin, S., Fein, S. (2005) Social Psychology 6th ed. New York: Houghton Mifflin Company.[页码请求]
- Freedman, J.L., & Fraser, S. C. (1966). Compliance without pressure: The foot-in-the-door technique".Journal of Personality and Social Psychology, 4, 195-202.